# Acetossi

La struttura del gruppo acetossi in (blu).

Il gruppo acetossi, abbreviato AcO o OAc, è un gruppo funzionale chimico con la struttura CH3-C(=O)-O-. Differisce dal gruppo acetile CH3-C(=O)- per la presenza di un atomo ossigeno aggiunto. Il nome acetossi è la forma contratta di acetil-ossi.

## Funzionalità
Un gruppo acetossi può essere usato come protezione per una funzionalità alcolica in via sintetica, sebbene il gruppo protettivo viene chiamato gruppo acetile.

### Protezione dagli alcooli
Vi sono diversi modi d'introdurre una funzionalità acetossi in una molecola proveniente da un alcool (protezione dell'alcool da acetilazione):
- Un alogenuro di acetile, come cloruro di acetile in presenza di una base come trietilammina
- Forma di estere attivato da acido acetico, come l'estere N-HS (forma abbreviata N-HS per N-HydroxySuccinimide), anche se questo non è consigliabile a causa di maggiori costi e difficoltà.
- Anidride acetica in presenza di una base con catalizzatore, come la piridina, con aggiunta di DMAP (forma abbreviata DMAP per 4-Dimethylaminopyridine).

Un alcool non è un nucleofilo particolarmente forte e, quando presente, nucleofili più potenti come le ammine reagiranno con i reagenti sopra menzionati in preferenza all'alcool.

### Deprotezione dagli alcooli
Per togliere la protezione (rigenerazione dell'alcool) solitamente abbiamo tre metodi:
- Una base in soluzione acquosa (pH >9)
- Un acido in soluzione acquosa (pH <2), potrebbe essere necessario riscaldarlo
- Una base anidrosa come il metossido di sodio in metanolo. Molto utile quando vi è anche un metil estere di un acido carbossilico presente nella molecola, in quanto non lo idrolizzerà come farebbe una base acquosa. (Lo stesso avviene per un etossido in etanolo con un etil estere)